# Apotissexualidade

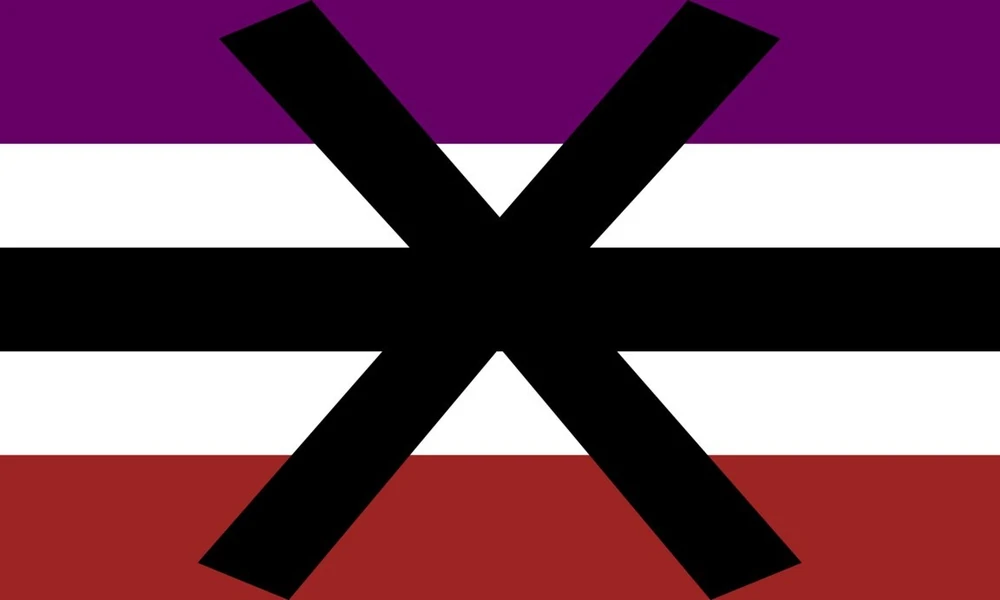
Bandeira apotissexual

Apotissexualidade é uma variação da assexualidade, em que o indivíduo sente repulsa aos relacionamentos sexuais. Algumas pessoas apotissexuais encaram a prática dos atos sexuais como nojentas ou desconfortáveis, contudo, trata-se de um sentimento singular do próprio indivíduo e jamais deve ser confundida como uma posição negativa ao sexo.
O apotissexual, em geral, não se importa com o que outras pessoas fazem em suas relações íntimas, desde que não lhes diga respeito.
O indivíduo apotissexual também é conhecido, algumas vezes, pela comunidade assexual como assexual sexo-repulsivo.
O sentimento de repulsão dos atos sexuais é um sentimento singular do próprio apotissexual e jamais deve ser confundida como uma posição negativa ao sexo, como no antissexualismo.

## Etimologia
A atribuição do prefixo apoti, no espectro assexual, é creditado ao usuário do Tumblr, autisutehk, cuja conta foi desativada.
Tem origem na palavra grega apothisan, que significa repulsa.

## Bandeira

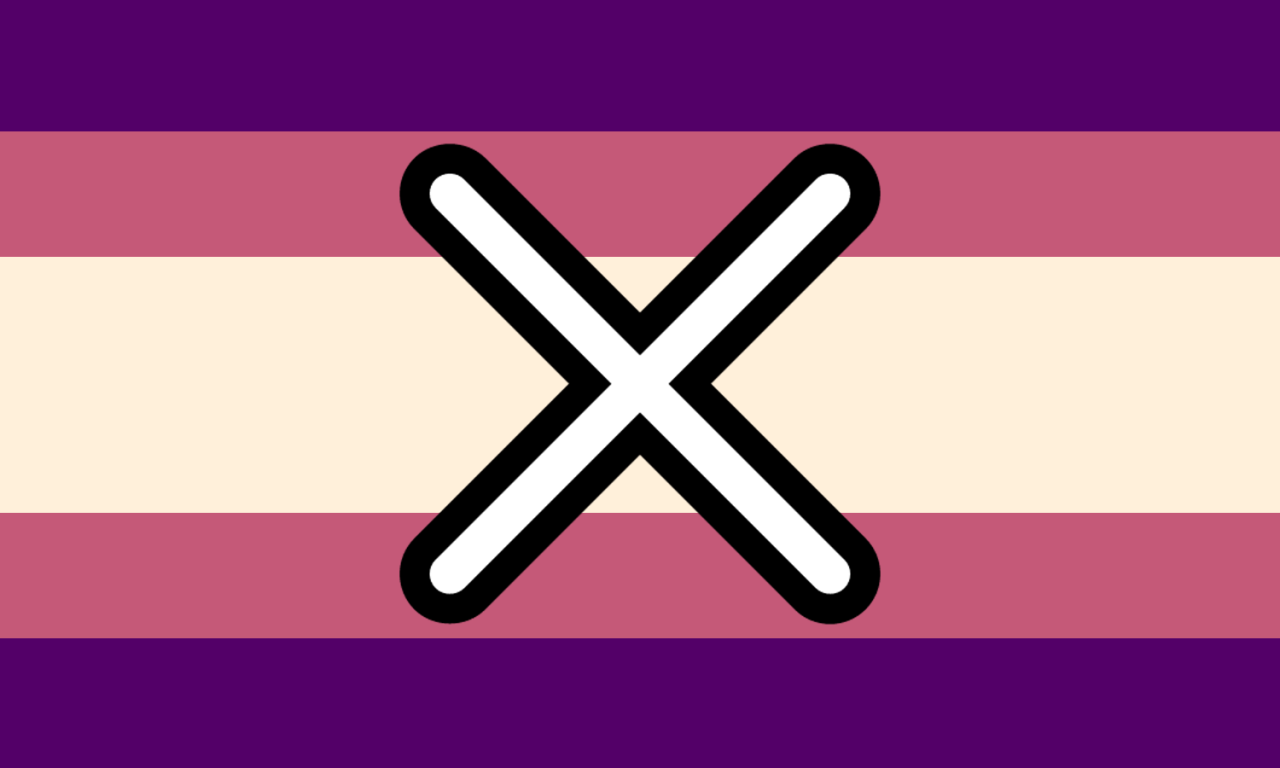
Bandeira apotissexual de kenochoric

A bandeira consiste nas cores roxa, branca, vermelha e preta, tem um grande X no centro que provavelmente significa repulsa. Os significados das cores encontradas na bandeira apotissexual não foram fornecidos, porém tais cores, com exceção do vermelho, são comuns da bandeira assexual. O usuário do Tumblr kenochoric, por exemplo, criou duas bandeiras apotissexuais, sendo postadas, na plataforma, no dia 12 de novembro de 2020.

## Diferenças
A diferença entre o apotissexual e o assexual estrito está na repulsa nas relações íntimas. O apotissexual tem aversão em se envolver em uma relação sexual. No entanto, o apotissexual pode desenvolver outros tipos de atração, como por exemplo, a atração romântica, estética e platônica. Apotissexuais podem ter qualquer orientação romântica. O apotissexual poderá se envolver, normalmente, em relações românticas, porém, sem a prática de sexo.
Com relação à assexualidade cinza, nesta existe o requisito da atração sexual baixa ou condicionada.

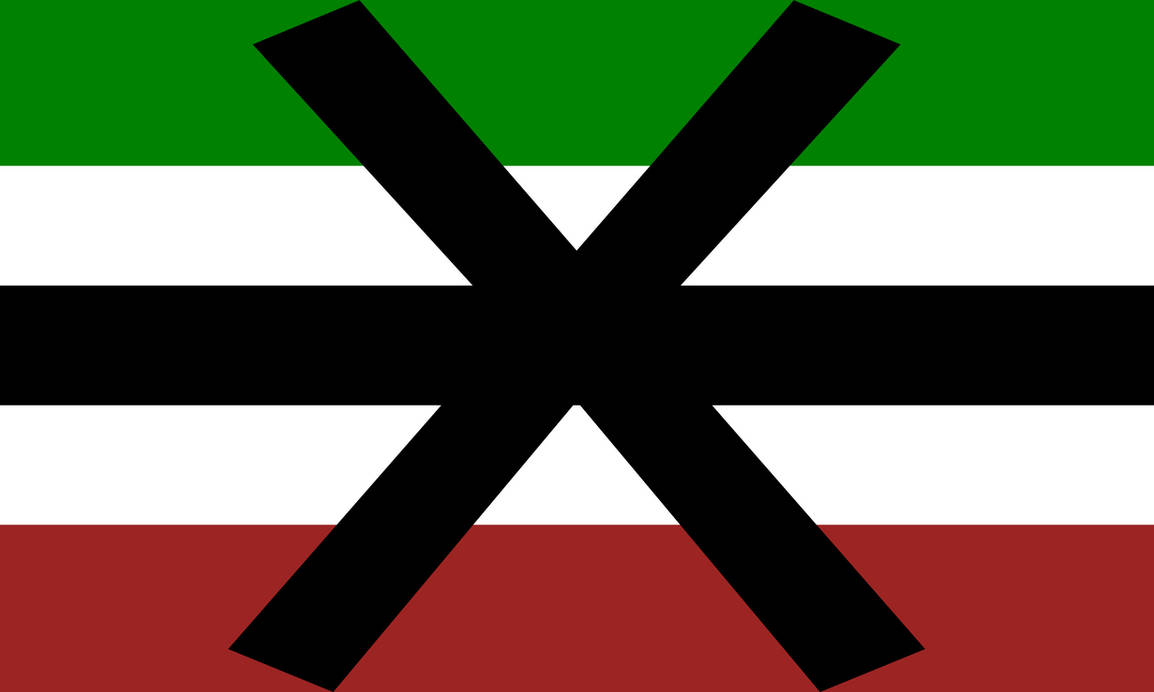
Bandeira apotirromântica

Também existem indivíduos apotissexuais que também poderão ser arromânticos ou demirromânticos ou também desenvolver repulsa por sentimentos românticos, estes sendo classificados como apotirromânticos. A apotirromanticidade é uma arromanticidade que caracteriza a inexistência de atração romântica e a repulsão de relacionamentos românticos. As pessoas que são apotirromânticas podem ter aversão, por exemplo, de atos como beijar ou abraçar, sendo essas classificadas como apotissensoriais, apotissensuais ou, ainda, toque-repulsivas. Outrossim, o indivíduo que é apotirromântico poderá pertencer ao espectro da assexualidade, estrita ou da área cinza, ou ser alossexual, pessoa que sentem plena atração sexual. Ademais, a pessoa que é apotissexual e apotirromântica ao mesmo tempo, ou seja, ter repugnância de atos sexuais e românticos, é denominado como apoti aroace.